# هاجیمه ایسایاما
هاجیمه ایسایاما (به ژاپنی: 諫山 創، Isayama Hajime) (زاده ۱۹۸۶)، یک نویسنده مانگا ژاپنی است که در هیتا از استان اوئیتا زاده شده و بیشتر به‌خاطر نوشتن مانگا و انیمه حمله به تایتان شناخته شده‌است.

## زندگی
او پس از به پایان رساندن دبیرستان، در رشته طراحی کارتون در دانشگاه کیوشو گاکوین اسم نوشت. پس از پایان درس به توکیو رفت و شروع به طراحی مانگاهایش کرد.
او در سال ۲۰۰۶ برای مجله گراند پریکس که تحت نظر شرکت کودانشا بود طرح‌هایش را فرستاد و کارش با نام حمله به تایتان(شینگکی نو کیوجین) موفق به دریافت جایزه بهترین کار شد. او در ابتدا مانگای حمله به تایتان را برای هفته‌نامه شونن جامپ فرستاده بود اما آن‌ها از او خواسته بودند تا در داستان و روش خود تغییر ایجاد کند تا آن را چاپ کنند؛ ایسایاما درخواست آن‌ها را نپذیرفت و مانگای خود را برای کودانشا فرستاد.
در سال ۲۰۰۸، جایزه تشویق ویژه جشنواره مانگای مجله شونن را برای یکی از کارهایش با نام فرد شکسته‌دل گرفت. کار دیگرش با نام اورز، موفق به دریافت جایزه ۸۱ امین دوره این جشنواره شد.
در سال ۲۰۰۹، مانگای دنباله‌دار او با نام حمله به تایتان در مجله شونن بساتسو چاپ شد و در سال ۲۰۱۱، ۳۵ امین جایزه کودانشا را برای وی به ارمغان آورد.

## کارها
- اورز (۲۰۰۸)
- حمله به تایتان نسخه ویژه (۲۰۱۰و ۲۰۱۱)
- حمله به تایتان (۲۰۰۹ - ۲۰۲۳)

## جوایز
- ۲۰۰۶: جایزه کار خوب برای حمله به تایتان از مجله گرند پریکس
- ۲۰۰۸: جایزه تشویق ویژه مجله شونن هفتگی برای فرد شکسته‌دل
- ۲۰۰۸: جایزه ۸۱ امین مجله شونن هفتگی برای اورز
- ۲۰۱۱: ۳۵ امین جایزه مانگای کودانشا برای حمله به تایتان